# Dismorphia theucharila
Dismorphia theucharila är en fjärilsart som först beskrevs av Doubleday 1848.  Dismorphia theucharila ingår i släktet Dismorphia och familjen vitfjärilar. Inga underarter finns listade i Catalogue of Life.

## Bildgalleri

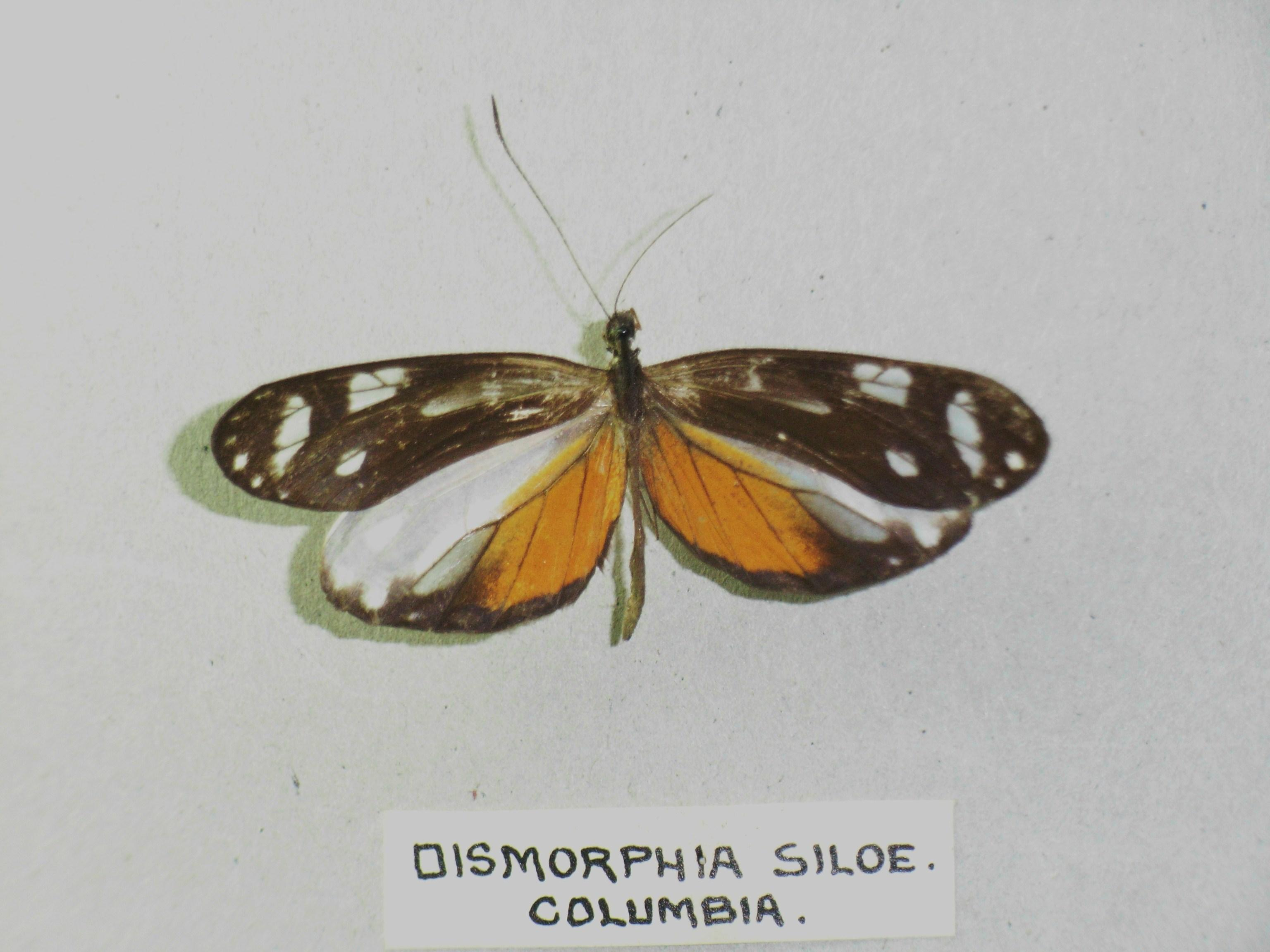
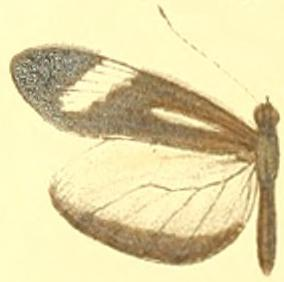
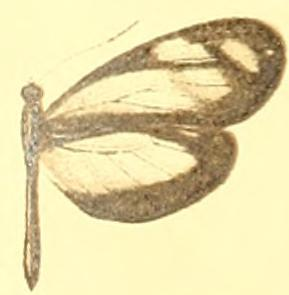
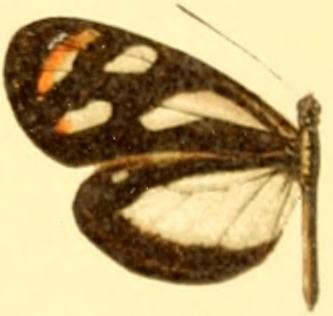
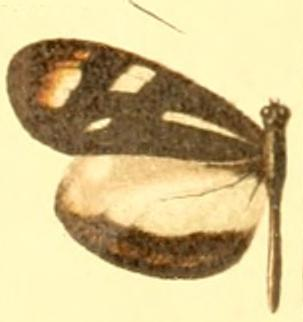
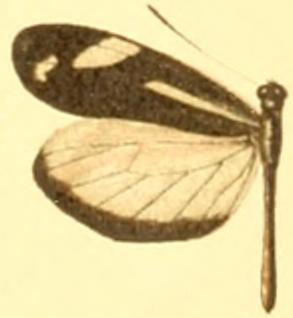